# Усолье (Самарская область)
Усо́лье — село в Шигонском районе Самарской области. Находится на правом берегу Куйбышевского водохранилища. Население села 1941 человек (по данным Всероссийской переписи населения 2002 года).

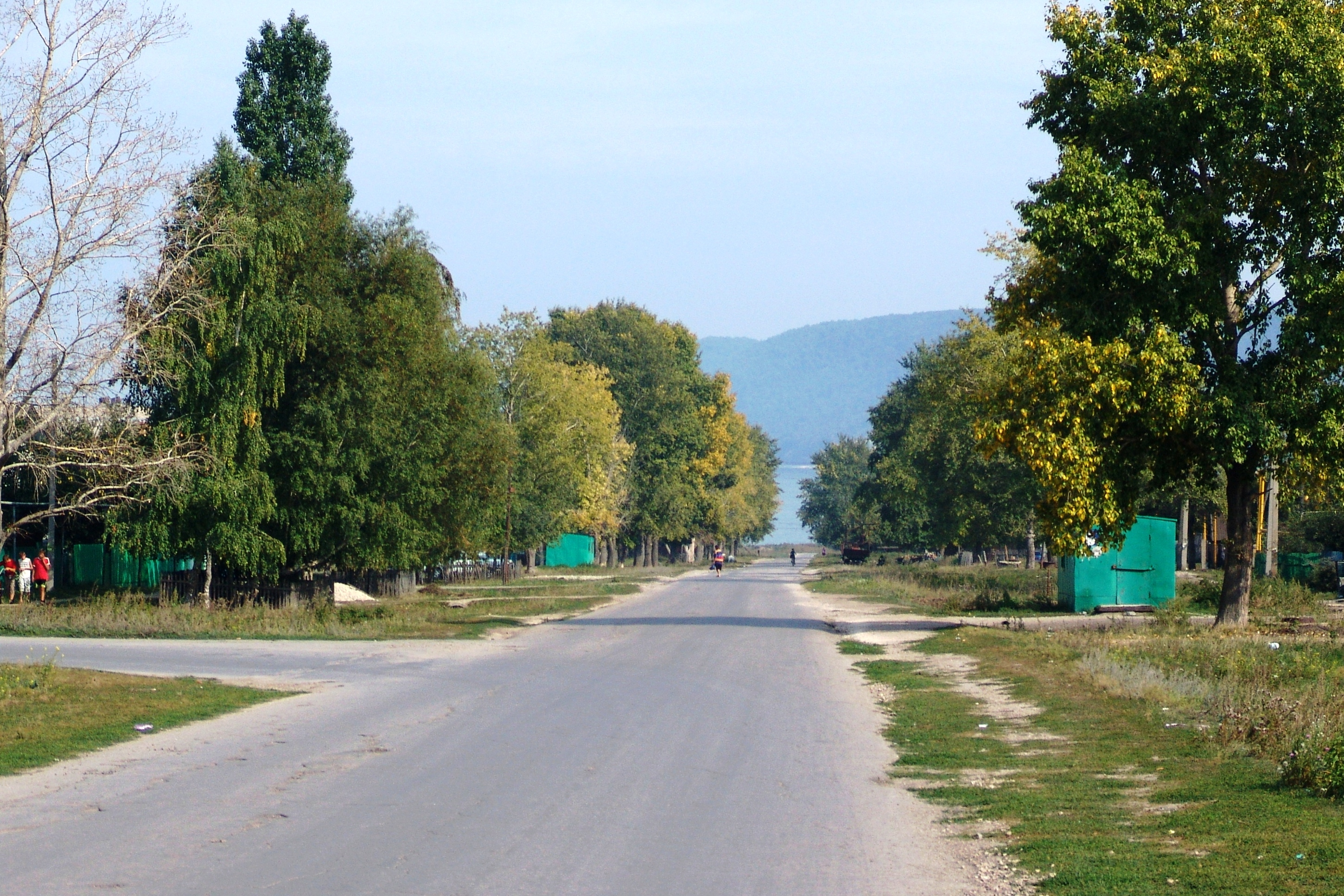
Усолье, улица Ленина

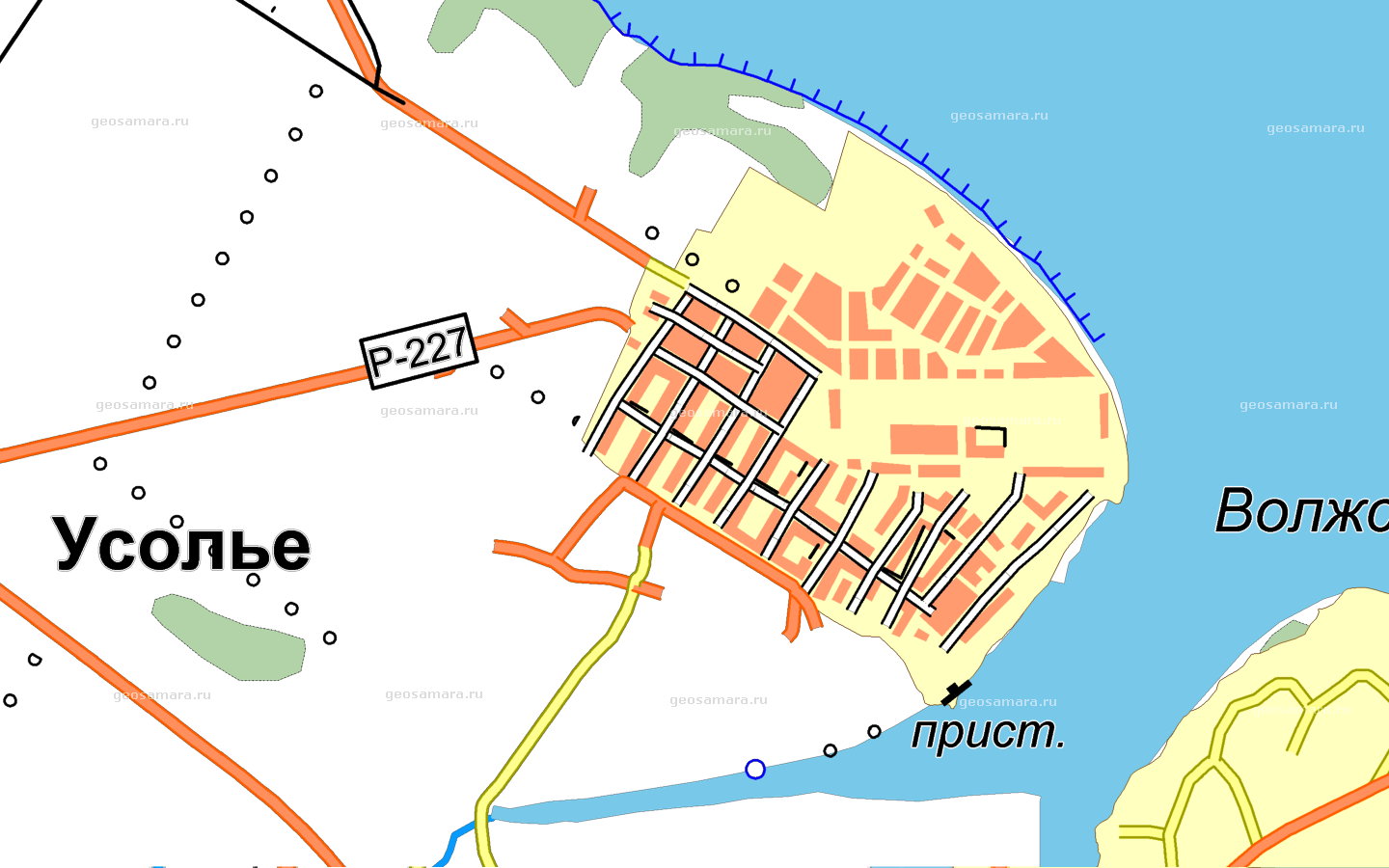
План села на геопортале Самарской области [http://geoportal.samregion.ru/p?ha

## История села
Первым русским поселением в пределах Сызранского уезда было Усолье. Оно было основано в половине XVI века выходцами с р. Камы, привлеченными сюда удобствами рыбной ловли, соляными источниками и вообще природными богатствами. В 1614 году по приказу Михаила Фёдоровича сюда был направлен из Казани стрелецкий голова Пальчиков, которому велено было поставить на устье р. Усы острог и оттуда «Волгою вниз до Самары и Усою вверх посылать людей на легких стругах по часту» и наблюдать, чтобы не появились там ногаи и воровские казаки. Тогда же другому стрелецкому голове Соковнину поручено было ехать «до переволоки, где переволочиться с Волги на Усу реку и, рассмотря крепкого места, поставить острожек и в острожке укрепиться, и, укрепясь, стоять с великим бережением, чтобы воровские люди безвестно откуды не пришли и дурна какого не учинили, да и рыбных ловцов оберегать, чтобы их воровские люди не погромили». Эти острожки выполняли свои обязанности для тогдашнего времени удачно, и под их защитой население здесь крепло и увеличивалось. Ещё раньше в тех же целях борьбы с кочевниками в 1586 году была построена Самара, в 1590 году — Саратов, и правительство планировало строить целые укреплённые линии — сначала Симбирскую и Карсунскую черту, а затем несколько позднее — Сызранскую черту, тянувшуюся от Усолья через Печерск, Сызрань и Канадей до Суры. Вместе с тем началась раздача земель в поместья и вотчину дворянам и боярам. Последние переселяли сюда на новые неистощённые земли целыми сёлами и деревнями крепостных из своих имений других губерний. Одновременно и, пожалуй, ещё раньше сюда нахлынула масса «вольного» народа, разных беглых людей, которые бежали сюда от притеснений полиции, помещиков, от податей и налогов.

### Строгановский период
Впервые Усолье документально упоминается в 1583 году, когда Иван Грозный «за службу и радение» пожаловал Большой и Малою солью (Усолье) промышленнику Семёну Строганову, который организовал добычу весьма дорогой тогда поваренной соли. В это время были нередки столкновения жителей села с кочевыми ногайцами, что нашло отражение в местных топографических названиях, например, Караульная гора, на которой, по преданию, горел дозорный маяк усольцев, а также Рубленый бугор, на котором, по преданию, произошла битва усольцев с ногаями. В Усолье сложился целый цикл преданий о богатырке Усолке, возглавившей борьбу с кочевниками.

### Надеино Усолье
В 1632 году по указу царя Михаила Фёдоровича Усольские владения были переданы ярославскому гостю, промышленнику Надею и его сыну Симеону Светешниковым, который хозяйствовал здесь 28 лет. По его имени вся местность получила название Надеино Усолье.
Надея построил в Усолье острог, за свой счёт закупил орудия и нанял гарнизон.

## Промысловое владениеСаввино-Сторожевского монастыря
В 1660 году царь Алексей Михайлович выкупил эти земли и передал их Звенигородскому Саввино-Сторожевскому монастырю. По сравнению с периодом, когда промысел принадлежал семье Светешниковых, в структуре населения произошли несущественные изменения. Исчезла группа «воинских людей», появилось значительное число «чувашских поселенцев». Большинство в вотчине составляли бобыли и работные в 1660 по 1686—1687 годы (к моменту составления писцовых книг) численность населения владения выросла не менее чем в два—три раза и достигла почти 1000 человек мужского пола. Одним из основных источников населения Надеинского Усолья были беглые. В архиве монастыря сохранилось много спорных дел с окрестными помещиками и вотчинниками «алаторских других понизовых городов», требовавших вернуть беглых, принятых властями Надеинского Усолья. Поток беглых направлялся из северных соседних и северо-западных районов Среднего Поволжья — Алатырского, Казанского и других. Поток беглых играл решающую роль в росте населения и был настолько интенсивен, что порой в Усолье складывалось до 15 семей из владений одного помещика или вотчинника. Иногда сюда самовольно переходили жители из других владений того же монастыря.

### Вотчина князя Меншикова
16 февраля 1710 года, Пётр Первый издал указ о пожаловании Надеинского Усолья со всеми землями по обоим берегам Волги своему сподвижнику и светлейшему князю Александру Меншикову. После падения Меншикова императрица Анна Иоанновна подарила село своему фавориту Бирону.

### Во владенииОрловых

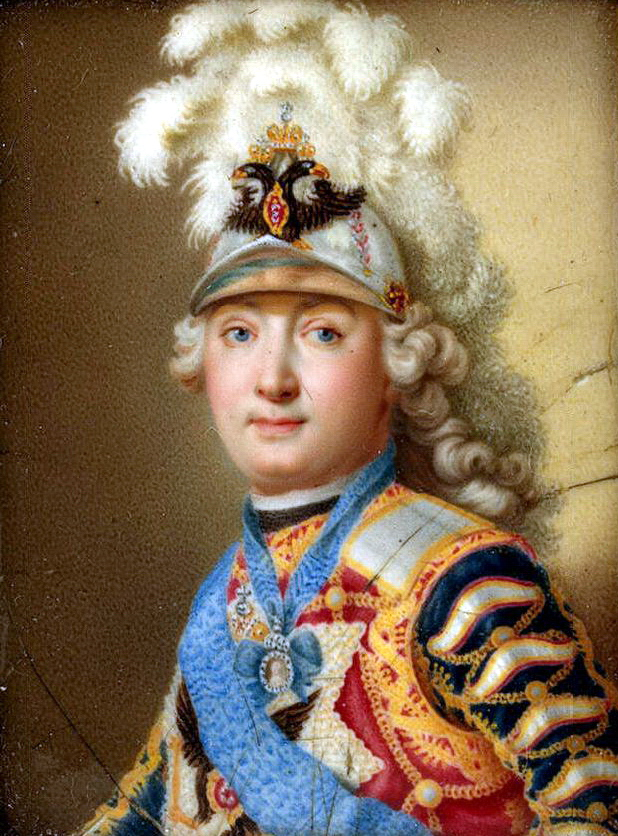
Григорий Григорьевич Орлов

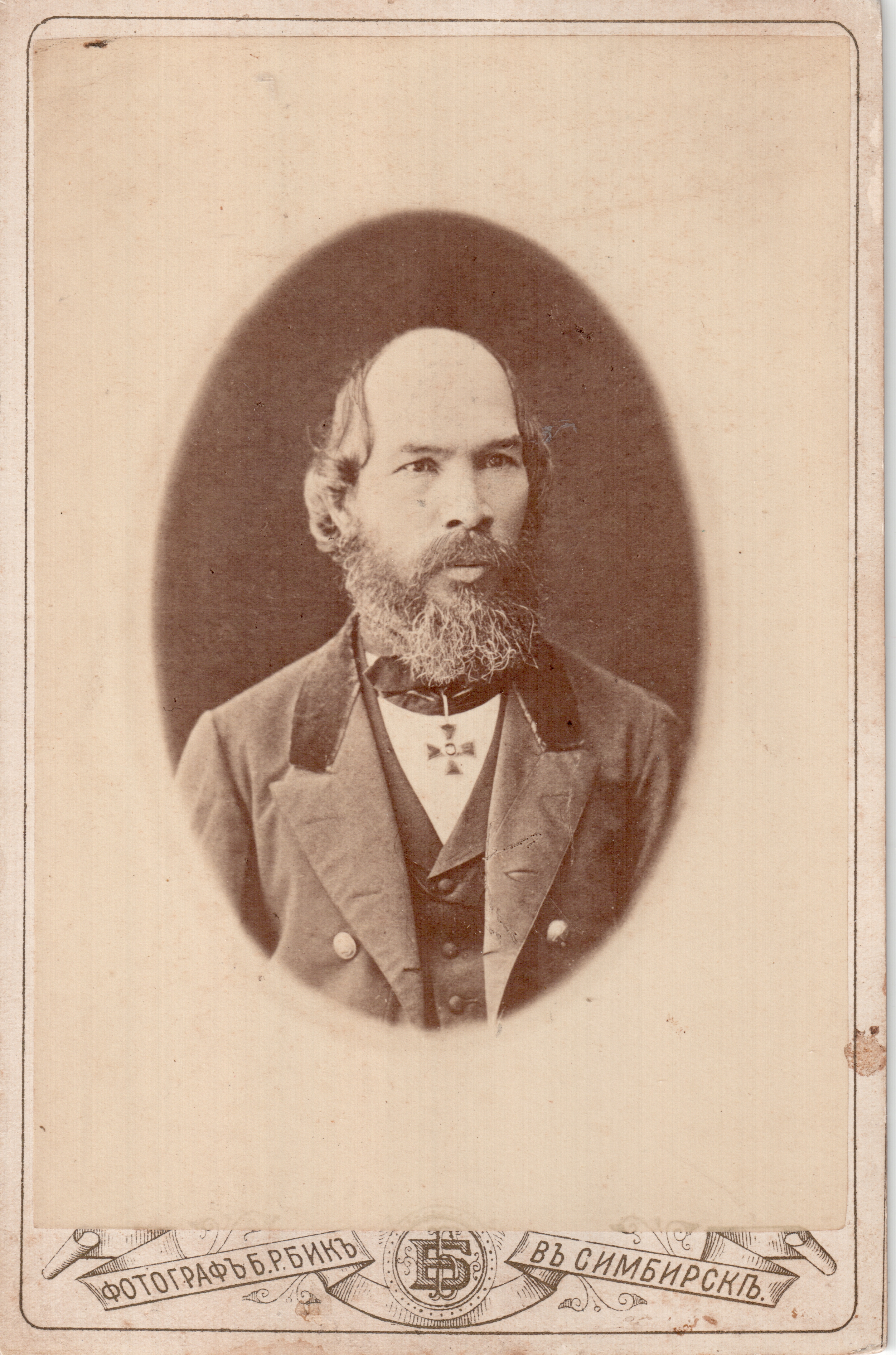
Илья Николаевич Ульянов

В 1768 году Екатерина Вторая пожаловала эти земли «в вечное и потомственное владение» Григорию Григорьевичу Орлову. Согласно местной легенде, во время поездки в южные окраины России императрица, стоя на горе Светёлка, предложила Григорию Орлову: «Что взглядом окинешь, всё твое будет!»
В 1780 году, при создании Симбирского наместничества, село Николаевское, Усолье тож вошло в состав Самарского уезда.

## Крепостная вотчина В. П. Орлова-Давыдова (1831—1861)
В феврале 1831 года умер последний из братьев Орловых, первых фаворитов Екатерины II, Владимир Григорьевич Орлов. Прямых наследников мужского пола он не оставил, и Усольская вотчина досталась двум лицам: внуку покойного Владимиру Петровичу Давыдову и его тётке Екатерине Владимировне Новосильцевой Богатое наследство было разделено между родственниками в следующем порядке — Е. В. Новосильцевой отошли Рождественская, Покровская и Аскульская волости. В часть В. П. Давыдова были включены 16 сёл и деревень: Усолье, Ахтуша, Московка, Тайдаково, Львовка, Комаровка, Берёзовка, Жигули, Валы, Александровка, село Рязань, деревня Рязань, Преполовенское, Русская и Мордовская Борковки, Кунеевка. Общее население этих населённых мест составляло 6937 ревизских душ, со всей относящейся к этим селам землею в количестве 145 258 десятин (кроме оброчных статей — островов, рыбных ловель, леса и так далее).
Тем не менее новый владелец Усольской вотчины к середине 1850-х годов путём покупки и обмена, а затем и получения нового наследства после смерти Е. Новосильцевой и Орловой — Чесменской увеличил свои владения, и в его руках сосредоточилась большая часть Усольской вотчины, то есть той её части, которая досталась В. Г. Орлову в 1802 году после раздела огромного родового имения со своим братом Алексеем Григорьевичем Орловым-Чесменским. Итого к 1854 году во владении В. П. Давыдова оказалось 7 волостей: Усольская, Жигулевская, Аскульская, Натальинская, Борковская, Тукшумская и Рязановская, с 34 селами и деревнями. Усольская вотчина охватывала большую часть Самарской Луки, а также земли на левом берегу Волги — к северу от Луки (Ставропольский уезд) и к югу (Самарский уезд). Общая земельная площадь вотчины составляла 194370 десятин земли. В 1856 году В. П. Давыдов, как потомок по материнской линии В. Г. Орлова, указом Сената получил графский титул, и ему была присвоена фамилия Орлов-Давыдов. Таким образом, В. П. Орлов-Давыдов во второй половине XIX века стал крупнейшим землевладельцем на Средней Волге.
Управление Усольской вотчиной осуществлялось из единого центра — села Усолья, в котором находилась вотчинная администрация. Управляющий назначался Главной конторой преимущественной из местных «доморощенных» дворовых и крепостных людей. И таким управляющим, вплоть до середины 1840-х годов, был Ефим Рыбин. Впрочем, при организации огромного зернового хозяйства, с рядом дополнительных производств (овцеводство, коневодство, лесоводство, производство строительных материалов) для управления вотчиной был необходим специалист с теоретической подготовкой. И таким специалистом стал финляндский дворянин, с сельскохозяйственным образованием, Карл Петрович фон Бруммер. В село Усолье молодой Карл прибыл около 1841 года, и первоначально в его обязанности входило руководство всеми строительными работами. Несколько позже под его начало были отданы им же выстроенные конюшни. В течение трёх—четырёх лет под ведомством К. П. Бруммера пребывали практически все подразделения, входившие в обширное вотчинное хозяйство. В 1848 году В. П. Давыдов в корне изменил систему управления во владениях на Средней Волге. Если раньше из единого административного центра, которым являлось село Усолье, главноуправляющий через своих помощников руководил всей вотчиной, то теперь для Жигулёвской и Борковской экономиями были назначены особые управляющие. Эти управляющие подчинялись непосредственно Главной конторе в Санкт — Петербурге. В остальных волостных конторах стояли приказчики подчиняющиеся непосредственно К. П. Бруммеру.
До вступления в права нового владельца — В. П. Давыдова — крестьяне Усольской вотчины состояли на оброке, введенном ещё в 1805 году В. Г. Орловым по договору с крестьянским общинным самоуправлением. Впрочем, к 1832 году оброчная система взимания феодальной ренты себя исчерпала. К 1831 году недоимок по оброку с крестьян всей Усольской вотчины накопилось 113467 рублей. Вскоре новый владелец вместо денежно-оброчной ренты ввёл издельщину, и крестьяне в основной массе были переведены на барщину. К этому предприимчивого помещика подталкивали также и внешние условия развивающегося хлебного рынка в России, значительное его оживление и повышение спроса на хлеб. В 1832 году Давыдов провёл достаточно радикальную реформу в своей вотчине. Он отпустил на волю почти всю дворню, снизил оброк, безлошадным и бесскотным крестьянам был предоставлен тягловый и молочный скот, обнищавшим был выделен семенной материал. Оброчные крестьяне получили к своим наделам прирезку из расчёта 2,5 десятины на ревизскую душу. Отмену оброчной системы и замену её барщинной В. П. Давыдов начинает уже в 1832 году. Но так как введение в крупных размерах господской запашки и приобретение для этого необходимого оборудования было делом весьма сложным, то владелец вводил её постепенно в течение нескольких лет. Весной 1833 года по предложению управляющего Рыбина на «хлебопашество» были переведены села Тайдаково (ввиду большой недоимки по оброку), Усолье, Жигули, Московка, и Ахтуши. В течение всех 1830-х годов в Усольской вотчине шла деятельная перестройка денежно-оброчной ренты на барщинную. К началу 1840-х годов она была закончена. В 1847 году Бруммер ввел новый порядок отбывания барщины. До этого в вотчине практиковался дифференцированный подход, при котором «худоконные» крестьяне исполняют более легкую работу. Это способствовало тому, что многие крестьяне сознательно сокращали поголовье лошадей в своем хозяйстве. Теперь же каждое тягло должно было обрабатывать свою норму пашни, установленную в 1,5 десятины. Крестьянин, не имевший конной силы, был вынужден нанимать лошадей. Новый порядок отработки барщины привел к стремлению крестьян увеличить конное поголовье скота в собственном хозяйстве. Таким образом, в Усольской вотчине была создана сложная, комбинированная система взимания феодальной ренты с преобладанием барщины. В связи с этим изменилось и все направление хозяйства, переходившее на предпринимательские рельсы.
Усольская вотчина занимала весьма выгодное положение. Центром хлебной торговли среднего Поволжья была Самара, к которой стягивался весь пшеничный район Левобережья. Из Самары груженый хлеб отправлялся главным образом в Рыбинск, который был поставщиком хлеба для северных промышленных губерний, Финляндии и Петербурга, откуда хлеб уже грузился на заграничный рынок — преимущественно английский.
В 1837 году доход всего имения составил 369709 рублей ассигнациями, из которых оброк дал 128606 рублей, а доход от продажи хлеба выразился в сумме 181 133 рубля. Эта тенденция, увеличения торговли хлебом, и соответственно доходов от этой статьи усиливается в последующие годы. В 1841 году доход Усольской вотчины достиг суммы в 642 252 рубля ассигнациями (около 208 тысяч рублей серебром). Причём оброчных денег собрано уже только 33 258 рублей, а за проданный хлеб получено 429 646 рублей. Усольское хозяйство превращалось, в полном смысле слова, в зерновую фабрику. Из волостей Усольской вотчины ежегодно выбрасывалось на рынок в среднем до 500000 пудов товарного хлеба.
Введение в вотчине усовершенствованных сельскохозяйственных машин началось ещё в конце XVIII века (в документах за 1798 год встречаются сведения о доставке и работе в вотчине молотильной машины). К. П. Бруммер при вступлении в должность управляющего застал технику в плачевном состоянии. Желая приучить крестьян к бережному отношению к технике, Бруммер строго взыскивал с виновных в поломке. Применение чугунных молотилок на воловьей тяге повысило производительность и качество обмолота зерна. В начале 1850-х годов в Усольской вотчине появились несколько усовершенствованных молотилок и веялок московской фирмы братьев Буртеноп. Были машины, выписанные из Англии. Эта дорогостоящая техника служила многие годы. В 1860 году Усольская вотчина получила первую жатвенную машину Burgess and Kº. Бруммер, докладывая владельцу об успешности и чистоте её работы, предлагал полностью механизировать вотчину аналогичными машинами. В том же 1860 году Бруммер сообщает графу об организации в Усолье кузнечной, слесарной и токарных мастерских. Бруммер просил графа заказать в Петербурге для кузницы горны, а также некоторые части для паровой машины, приводившей в движение станки в мастерских. Он просил так же разрешения выписать из Англии некоторые части к паровой молотильной машине, сверлильный станок, чугунные насосы для колодцев в овчарном заведении и на господском дворе.
Кроме полеводства («хлебопашества») отдельной статьей в доход вотчины входило овцеводство. Овчарные заведения к середине 1840-х годов находились в крайнем упадке. Бруммер, будучи знатоком овцеводства, смог подобрать опытных овчаров. Поголовье овец за 22 года управления Бруммера вотчиной выросло почти в шесть раз: с 5 тысяч в 1844 году до 29,5 тысяч в 1866 году.
В 1851 году, при создании Самарской губернии, село Усолье вошло в состав 1-го стана Сызранского уезда Симбирской губернии, имелось: православная церковь, ярмарка, овчарня.

## Народное училище
1 октября 1874 года в Усолье торжественно открыто Народное Образцовое училище. Первым учителем стал Василий Андреевич Калашников. На открытии с речью выступил директор народных училищ Симбирской губернии И. Н. Ульянов:

…Училища эти имеют целью: 1) дать возможность крестьянским детям получить более законченое элементарное образование, сравнительно с ныне существующими начальными народными школами и 2) ознакомить детей с некоторыми полезными в сельском быту ремёслами и сельскохозяйственными занятиями.
В училище могут обучаться лица обоего пола, не моложе 8-летнего возраста… Общее число учащихся, соображаясь с размерами классной комнаты, не должно быть более 70.
…Полный курс учения в одноклассных училищах продолжается 3 года, и дети выпускаются из школы только тогда, когда с успехом окончат полный курс и получат об этом свидетельство, которое будет давать льготу при отправлении воинской повинности, а именно: вместо 6 — будут служить только 4 года.
Учебный год будет начинаться 15 сентября и оканчиваться 15 июня.
Усольское училище будет содержаться на счет Министерства народного просвещения с пособием от общества всей Усольской волости.
На учителя возлагается обязанность заботиться о разведении на училищной земле сада и огорода и, если возможно, устроить пчельник, с тем чтобы знакомить учеников с этими занятиями в свободное от уроков время…

…Объявляя Усольское образцовое одноклассное училище открытым, я буду считать себя счастливым, если это учебное заведение заслужит доверие как со стороны их сиятельств, местных владельцев, так и всего общества…

### Исторические данные о православных храмах села Усолье
Сызранский уезд. Шестой благочиннический округ. 1900 год. № 199. с. Усолье (Надеино) близ р. Волги:

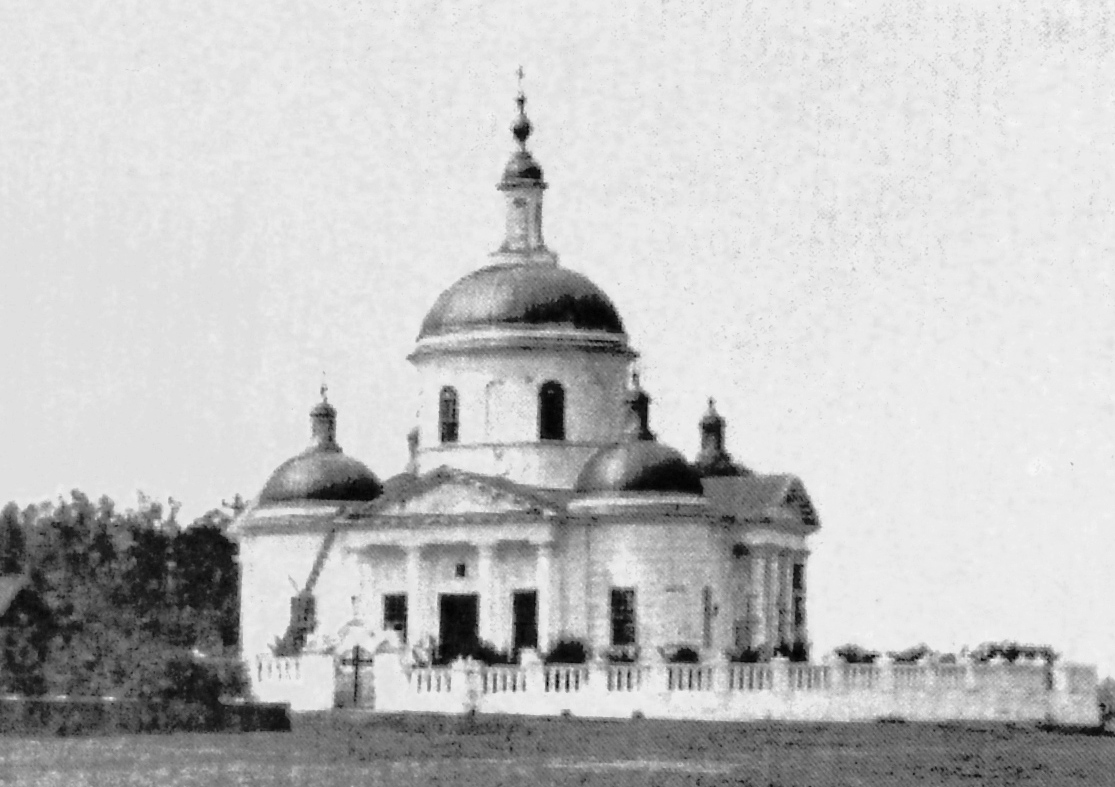
Один из разрушенных храмов в селе Усолье — храм, освящённый в честь Преображения Господа Иисуса Христа

Храмов два: холодный и тёплый. Холодный храм каменный, без колокольни, построен в 1827 году графом Влад. Григор. Орловым; престолов в нём три: главный [[храм, освящённый в честь Преображения Господа и в приделах: в правом во имя Святителя и Чудотворца Николая и в левом во имя св. благоверного князя Владимира. Тёплый храм то же каменный, с колокольней, построен неизвестно когда и кем; Престол в нём во имя св. Саввы, Сторожевского Чудотворца. Часовен две: каменная на кладбище и деревянная в дер. Берёзовке Церковной земли 32 дес. пахотной; кроме этой земли причту с. Усолья по воле землевладельца дается ещё в 3-х полях по 12 дес. пахотной земли и 12 дес. сенокосной. Капитал церкви 3517 руб. Причт состоит из священника, дьякона и псаломщика. Дома: у священника каменный от помещика, а у дьякона и псаломщика деревянные от крестьян. Капитал Причт 450 руб. Прихожан: в с. Усолье (н. р.; волост. правл.) в 289 двор. 915 м и 1030 ж.; в дер. Берёзовке (близь р. Волги, в 15 вер.; н. р.) в 116 двор. 312 м и 369 ж.; в дер. Карловке (при рч. Тепловке, в 6 вер.; н. р.) в 43 двор. 161 м и 147 ж.; в дер. Усладе (при р. У с. в 12 вер.; н. р.) в 64 двор. 216 м и 244 ж.; временно проживающих в 25 дв. 57 м и 52 ж.; всего в 537 двор. 1661 м и 1842 ж. Церк.-приход. попечительство открыто в селе в 1869 г. Школ три: 1) в селе одноклассное училище М. Н. Просвещения; 2) в селе же женская начальная школа, содержится на средства графини Орловой-Давыдовой, и 3) в дер. Березовке церковная школа грамоты, — открыта в 1895 году, помещается в наёмной квартире. Ближайшия сёла: Актуша в 5 вер. и Тайдаково в 12 вер. Расстояние от Симбирска 125 вёр., от Сызрани 50 вёр. Почтов. адрес — г. Сызрань.

## Транспорт

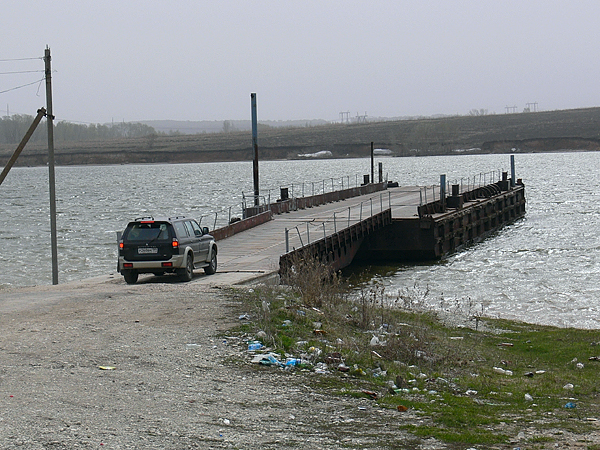
Пристань парома

Добраться до села можно регулярными автобусными рейсами из городов Тольятти и Сызрань. Также с Тольятти село связано паромной переправой и рейсами «ОМиков».

## Достопримечательности

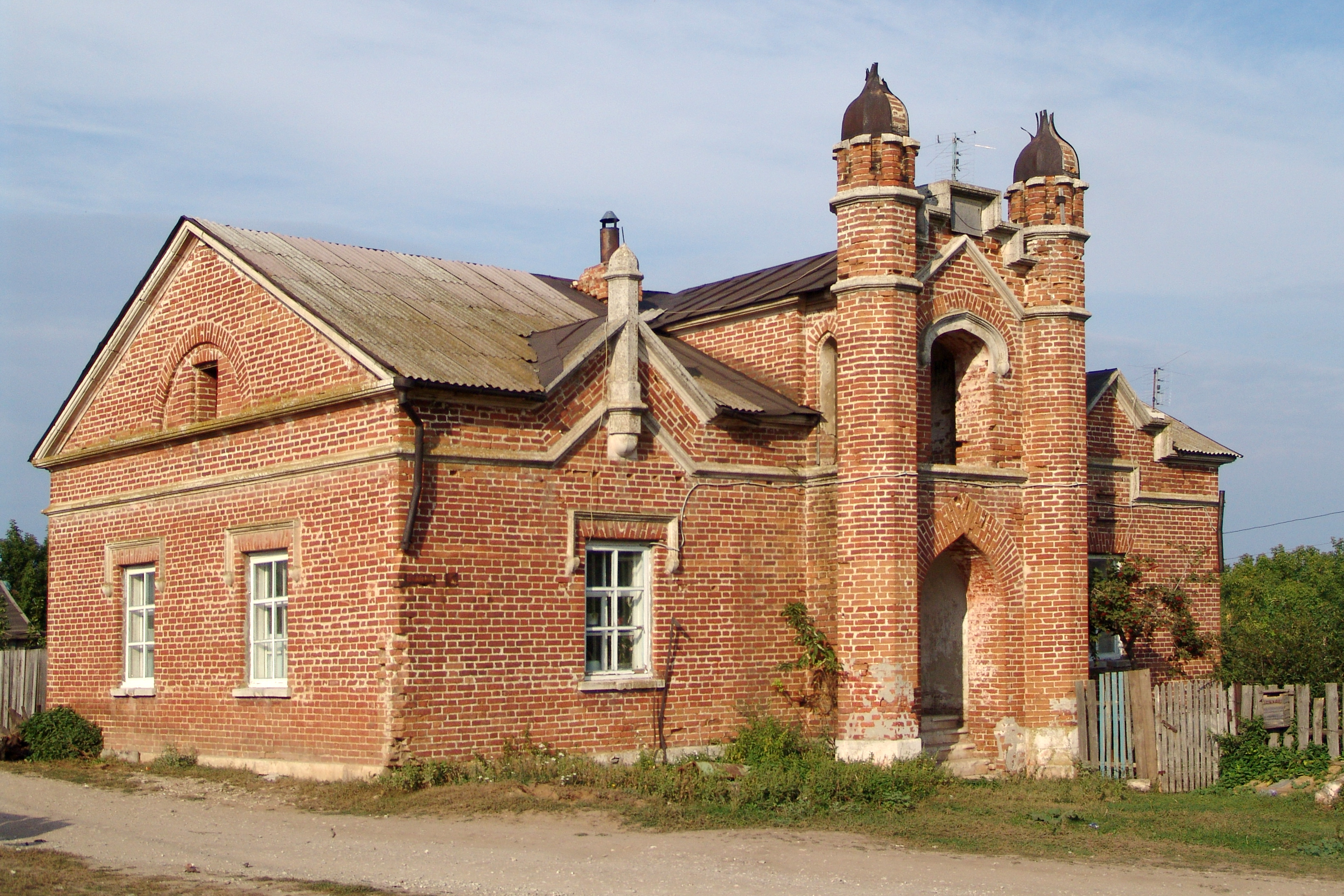
Здание почтовой станции
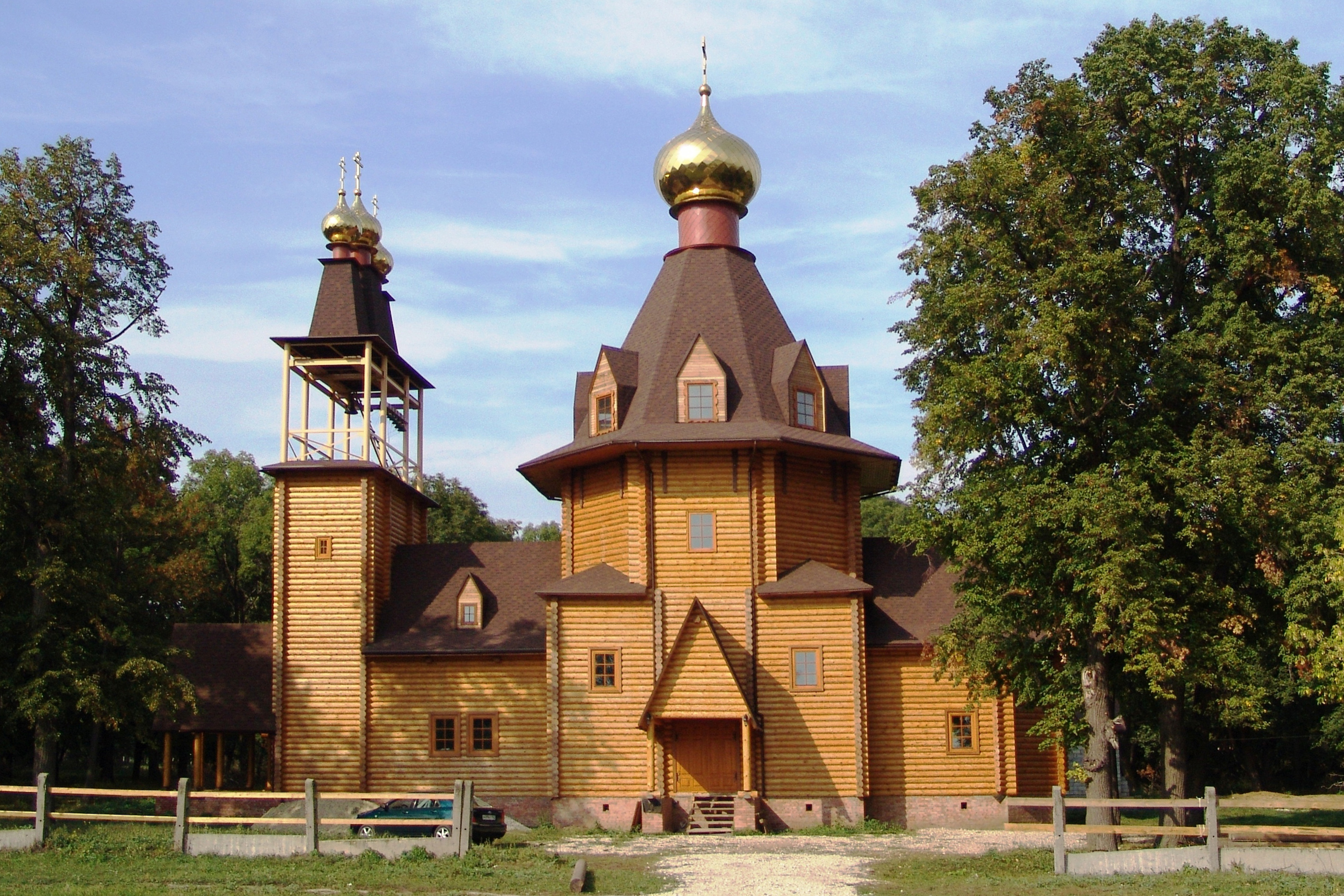
Строящийся храм в честь Святителя Николая Чудотворца
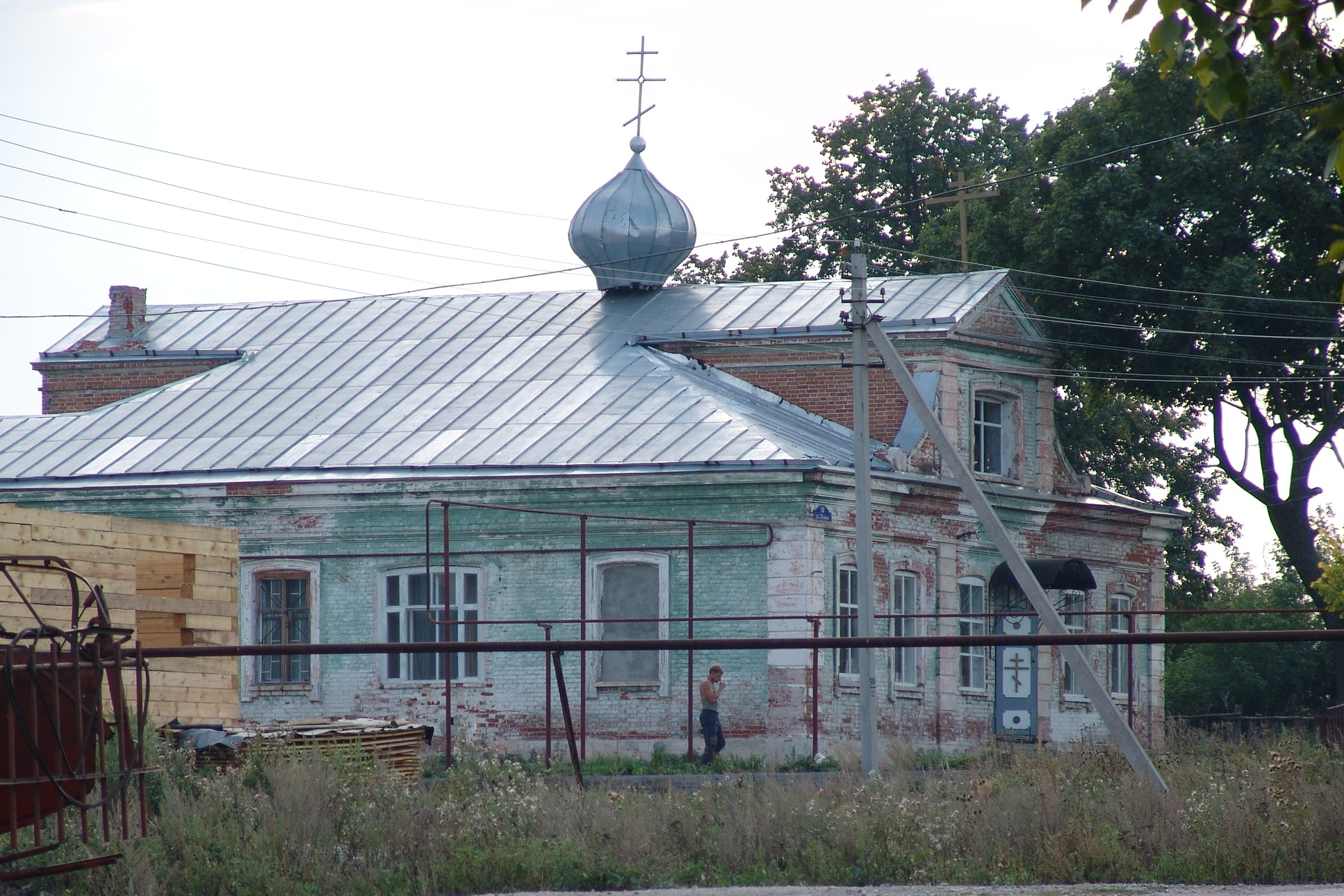
Церковь в здании бывшей волостной больницы
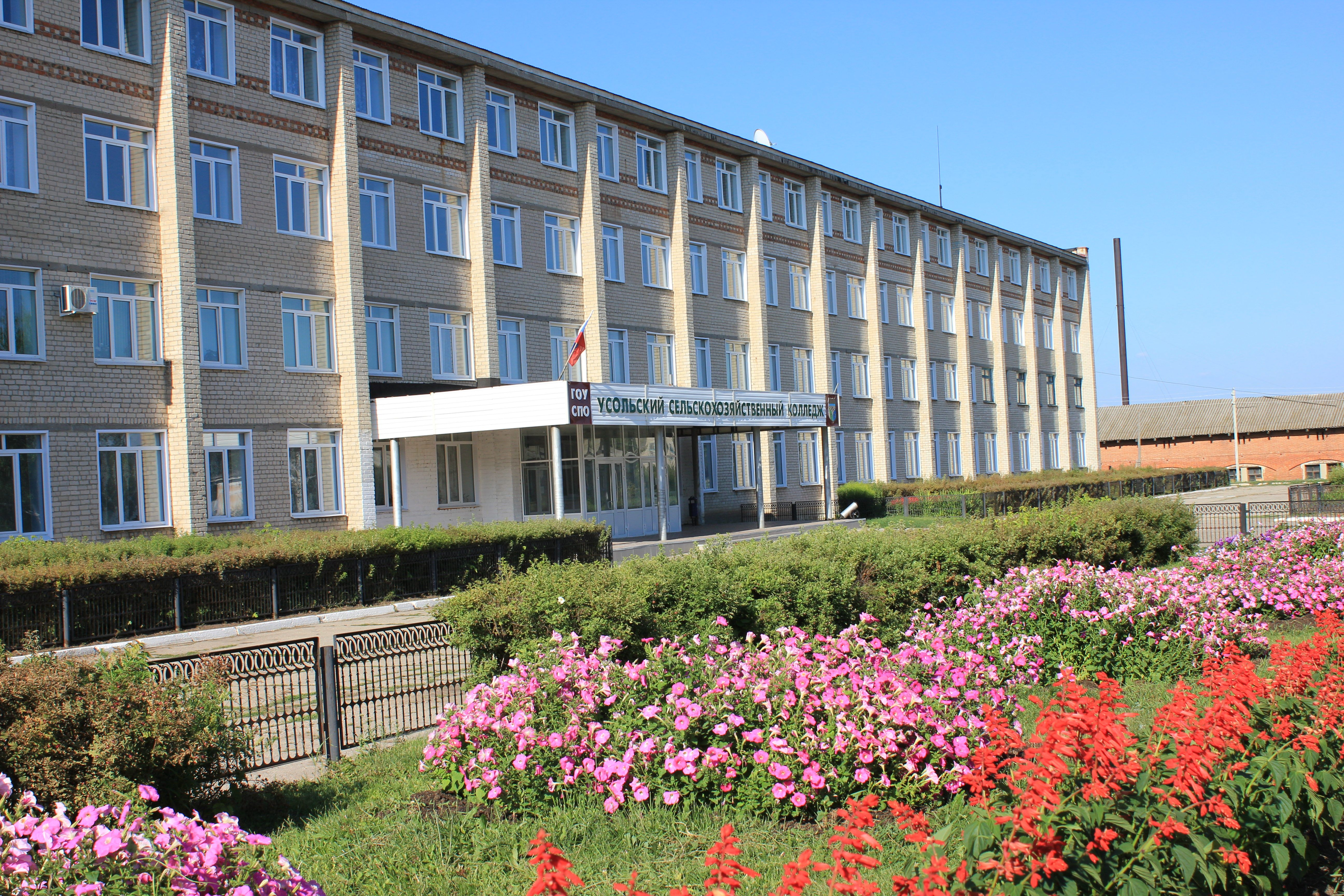
Усольский сельскохозяйственный колледж
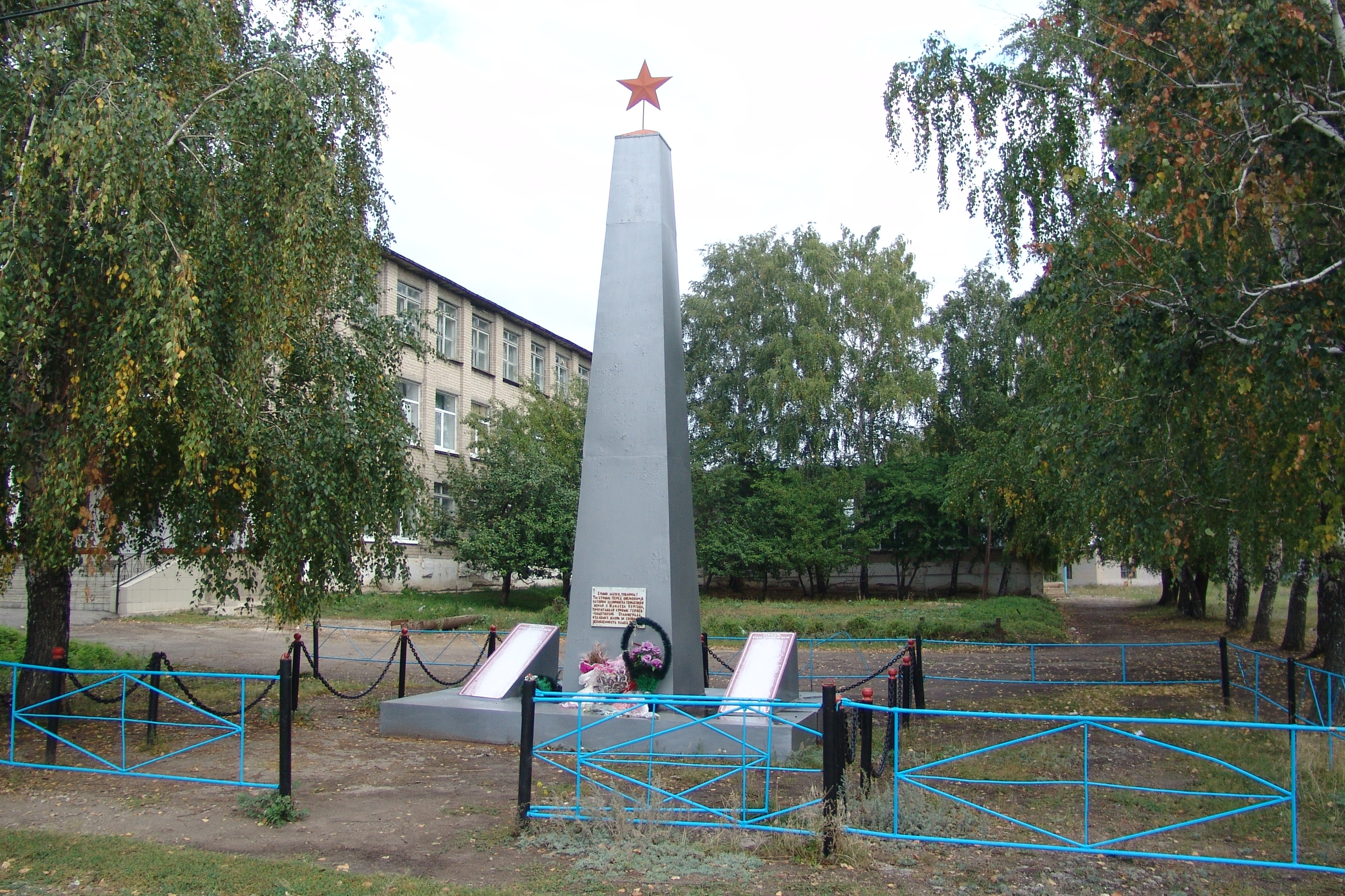
Памятник воинам, павшим в Великую Отечественную войну
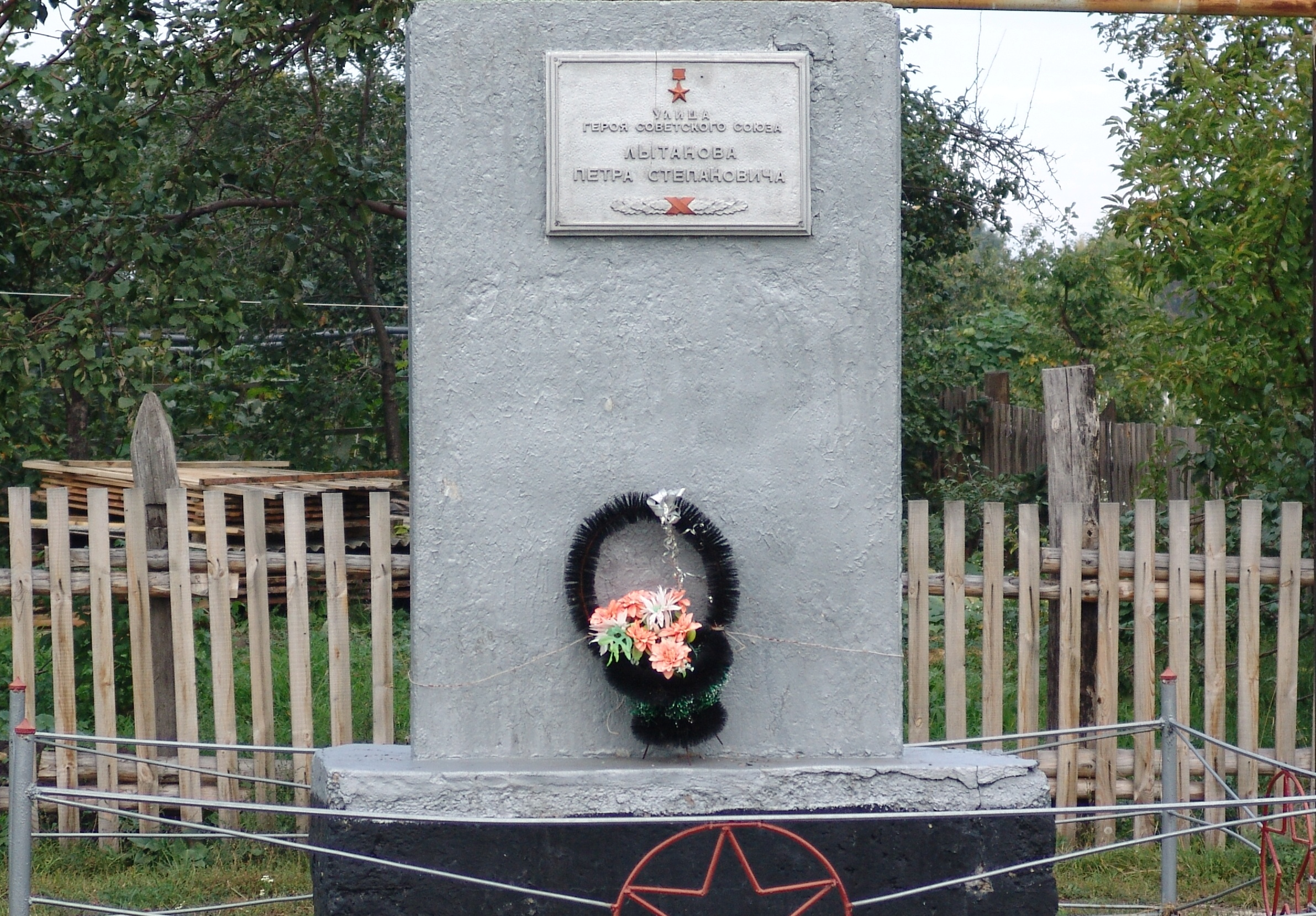
Стела на улице Лытанова

### Усадьба Орловых
Братья Орловы построили в Усолье усадьбу, однако в 1812 году деревянный графский дом сгорел вместе с большей частью села.
Взамен был построен каменный трёхэтажный дворец, напоминающий средневековый замок. План застройки был разработан крепостными архитекторами Сахаровым и Цукановым при участии известного русского архитектора Дементия Жилярди, восстанавливавшего подмосковное имение Орловых.
В дворцовый комплекс входили здание конторы, каменный флигель для управляющего, большой конный двор. Была псарня на 300 охотничьих собак, птичий двор с обученными охоте соколами и ястребами, зверинец с медведями, волками и лисами. Парк с беседками и фонтанами был заложен в 1840-х годах специально приглашённым французским архитектором. Был и уникальный сиреневый сад, в котором были собраны все виды сирени, способные расти в климатических условиях Среднего Поволжья.
В имении была обширная библиотека, возникшая ещё в конце XVIII века и просуществовавшая до 1917 года. Часть библиотеки была выкуплена в 1934 году и вошла в библиотеку Самарского учительского института.

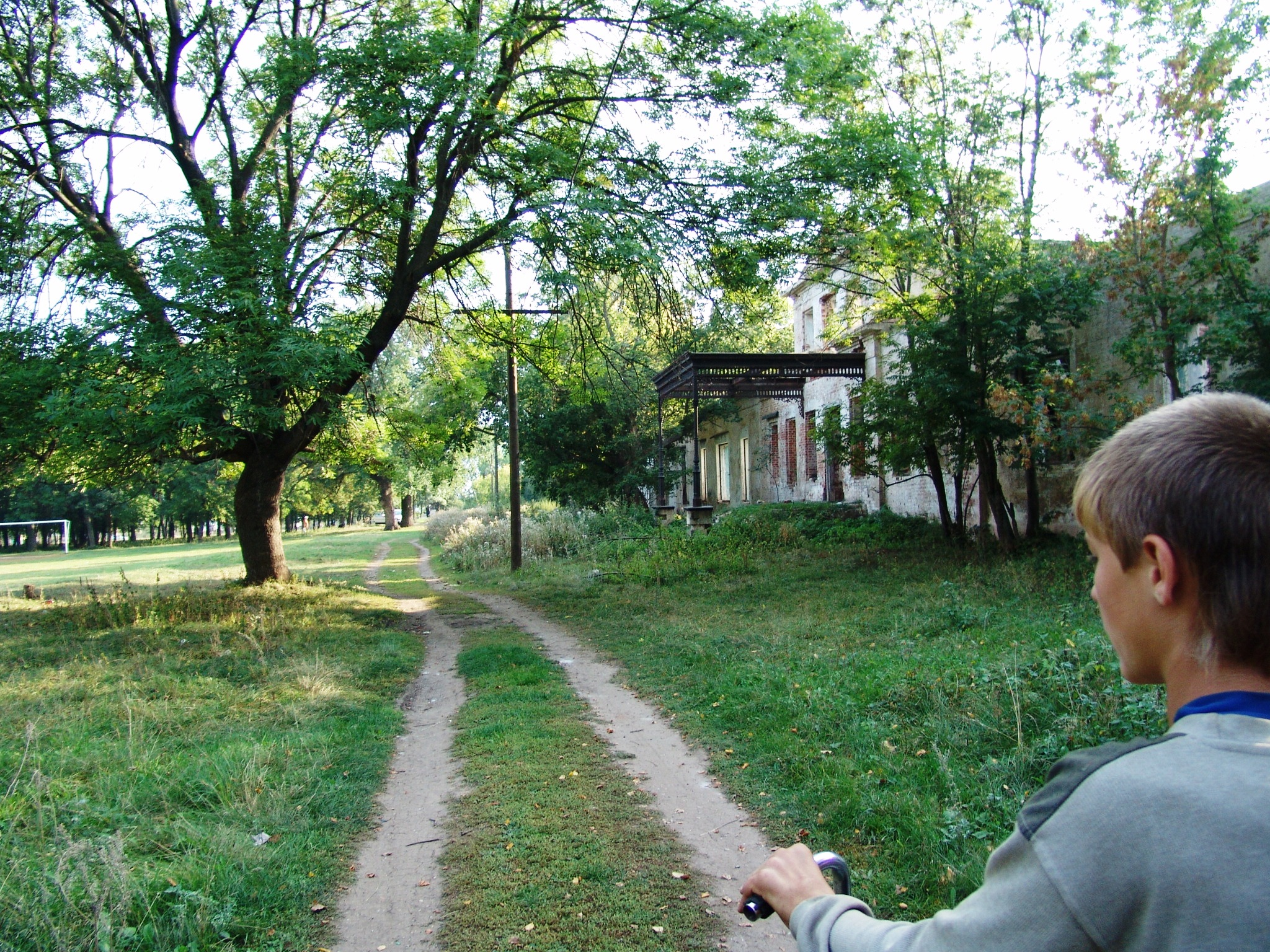
На территории усадьбы

Было приобретено 200 томов на французском языке:
- Тьери. История французской революции. 10 частей в 5 т.— 1845 г.
- Сисмонди де Сисмонди. История итальянской республики. — 1818 г.
- Ламартин А. История реставрации. В 8 частях — 1854 г.
- Гизо. История цивилизации. Франция. В 4 томах. — 1851 г.
- Гизо. История английской революции. — 1854 г.
- Гизо. История Шарля 1 (Чарльза). В 2 томах. — 1854 г.

Также имелись сочинения Плутарха, Наполеона, Вольтера и французских классиков Ж. Расина, А. Де Виньи, В Гюго и других. Среди приобретённых книг были и раритеты — такие, как «Энциклопедия или Толковый словарь наук, искусств и ремёсел…» (1751—1772) под редакцией Дени Дидро и Ж. Л. Д’Аламбера, в создании которой принимали участие Ж. Л. Монтескьё, Вольтер, Ж. Ж. Руссо.
Усадьба, принадлежавшая Орловым 150 лет, после революции 1917 года была национализирована. В советские годы в зданиях усадьбы располагались различные учреждения: почта, Усольский сельскохозяйственный техникум и другие.
Усольская усадьба графов Орловых-Давыдовых ещё в 1966 году была принята облисполкомом Куйбышеской области на государственную охрану, а в 1980 году была рекомендована Министерством культуры РСФСР для принятия под охрану как памятник республиканского значения. Тем не менее никаких конкретных мер принято не было, и в настоящее время состояние построек близко к критическому: здания разбираются на кирпич, некоторые помещения используются для содержания скота. Часть зданий уже вообще не существует.
В июле 2007 года министерством культуры Самарской области выделено 12 млн рублей на реставрацию усадьбы. Впрочем, это лишь небольшая часть от необходимых средств.

### Соляная ярмарка
В селе действует районный муниципальный Музей истории Усольского края имени Ильи Николаевича Ульянова (адрес: 446733, Самарская область, Шигонский район, село Усолье, улица Лытанова, 16). Среди прочих экспонатов музей демонстрирует старинный котел для варки соли. Музей ежегодно каждую последнюю субботу месяца, начиная с мая, проводит «Соляную ярмарку» народных промыслов, на которую съезжаются участники из соседних сёл и городов. Проводится она согласно старинным ярмарочным обычаям.
Называется Усолье.

Летом дружно каждый год

Туда в гости люд плывёт,

Едут на автомобиле.

Если же всего две мили —

До села, хорошим днём

Добираются пешком.

Здесь, на ярмарке базары

Демонстрируют товары,

Звучат песни, разговоры,

И гитары переборы.

Здесь музей, при нём качели,

Долго слышится веселье.

А потом все в графский сад

На экскурсию спешат…

С удовольствием с Усолья

Я везу мешочек с солью.

Соль в мешочке не простая,